# Siguiente round
Siguiente round es una película documental ecuatoriana dirigida por Ernesto Yitux y Valeria Suárez Rovello, que tiene como protagonistas a Yecson ‘el Destructor’ Preciado y sus alumnos. La trama se centra en uno de los barrios más peligrosos y marginales de Guayaquil, Isla Trinitaria.

## Trama
La historia del documental inicia con una trama de ficción sobre una tensionada pelea muy disputada como hilo conductor, resolviendo el desenlace del combate luego de explorar el entorno de boxeadores y de otros, quienes tendrán sus propias derrotas y victorias. El lugar donde se origina la trama es la Isla Trinitaria, un sector peligroso y marginal de la ciudad de Guayaquil, donde Yecson ‘el Destructor’ Preciado, se encarga de reclutar a adolescentes del sector como “Pachín” Vivero y la “Rata” o “El Tumbador” Reasco, y entrenarlos para convertirlos en futuros campeones del boxeo, y así alejarlos de la mala vida a la que están expuestos.

## Rodaje
El rodaje del documental se dio luego que en marzo de 2015, los cineastas Ernesto Yitux y Valeria Suárez Rovello documentaran con su equipo los desalojos que se realizaban en la Isla Trinitaria, sur de Guayaquil, cuando tuvieron el encuentro con Yecson “El Destructor” Preciado, un exboxeador que debido a una lesión frustró con el retiro su carrera en el deporte, y quien en ese momento inicia su escuela de pugilistas en la tierra, rodeada de un cerramiento de caña, junto a una decena de adolescentes quienes representaban un problema, pero que lograron tener mejor comportamiento gracias a la disciplina del box. Así es como documentaron durante 30 meses el proceso evolutivo de Preciado y sus alumnos, entre los que destacan en la cinta “Pachín” Vivero y la “Rata” o “El Tumbador” Reasco, su formación en el deporte y de su escuela de boxeo.
En 2016 se realizó una campaña para recolectar fondos para continuar con la segunda etapa del rodaje, en la cual se recaudó $1690.

## Estreno
Tuvo su primera proyección como parte del Festival Encuentros del Otro Cine (EDOC) en Quito y Guayaquil, en el mes de mayo de 2018. Y su estreno oficial en las salas de cine a nivel nacional fue el 12 de octubre de 2018.